# Gonia umbipennis
Gonia umbipennis là một loài ruồi trong họ Tachinidae.